# Seven Fingered Jack
Seven Fingered Jack – góra w USA, w stanie Waszyngton (Hrabstwo Chelan), położona 22 km na wschód od Glacier Peak. Z wierzchołka spływają 3 duże lodowce, z których największy w kierunku wschodnim, nazywający się Entitat Glacier.
Szczyt leży na terenie Glacier Peak Wilderness. Jest czwartym szczytem pod względem wysokości w parku. Najbliższym wybitnym szczytem jest znajdujący się w odległości 1,2 km Mount Fernow.